# 中島小百合 (英語発音講師)
中島 小百合（なかじま さゆり）は、日本の女性アメリカ英語発音トレーナー、翻訳家、通訳、YouTuber、TikToker。
日本生まれ、日本育ち。
学習院大学文学部を卒業後、留学。3年半のアメリカ滞在中に、バークリー音楽大学ヴォーカル学部パフォーマンス専攻を卒業。TOEIC満点（990点）・英検1級を取得。
現在は「えいご発音塾 こまば音庵（こまばおんあん）」で、アメリカ英語の発音指導をしている。
音楽関係の通訳、翻訳家としても活動。
2018年、YouTubeチャンネル「英語発音チューニング体操」を開設。2021年に同チャンネルを「ユリの英語発音チャンネル」に改名。同年10月まで、平日毎朝6:30からの生配信を継続していた。YouTubeでの生配信終了後は、TikTokの更新を行っている。2023年からはオンラインサロン、英語スクワッドの運営を開始。
腸管子宮内膜症のためオストメイトになったことを機に、オストメイトとしての発信もしている。Facebookの完全招待制非公開グループ「オストメイトといっしょ！秘密結社アッと♥ストーマ」の管理人を務めるなど、個人としても団体としても精力的に活動中。

## テレビ
- バリバラ「みんなのためのバリアフリー・バラエティー」（NHK Eテレ)[10][11]
- ニュース シブ5時（NHK)[12]

## ラジオ
- まんまる（NHKラジオ第一）[13]

## CM
- 前広便座 ZA FREE（さつき株式会社）[14]

## Web
- Webコラム　ホッとワクワク＋（TOTO）[15]
- Webコラム　ユニバーサルデザインStory（TOTO）[16]

## 書籍
- 英語はリズムが9割～VIVOチャートによる発音革命～（きゃたりうむ出版刊　監修　木村小百合名義）ISBN 9784902147551[17]
- スキャットで歌うアドリブ練習　改訂版 ヴォーカル・インプロヴィゼイション（エー・ティー・エヌ刊　翻訳　木村小百合名義）ISBN 9784754933401[18]
- 現代的なヴォーカル・スタイルのための 改訂版 ザ・コンテンポラリー・シンガー（エー・ティー・エヌ刊　翻訳）ISBN 9784754932435[19]
- ジャズ・ロック・ポップス・ゴスペル・R&Bシンガーのための ヴォーカル・エクササイズ（エー・ティー・エヌ刊　補訳・監修）ISBN 9784754932466[20]
- コンテンポラリー・シンガーのための ヴォイス・トレーニングとアメリカ英語の歌い方（エー・ティー・エヌ刊　補訳・監修　木村小百合名義）ISBN 9784754933357[21]
- ジャズ・ピアノ上達のための50のエチュード ジャズ・インヴェンション（エー・ティー・エヌ刊　監修　木村小百合名義）ISBN 9784754931599[22]
- スタイル別ピアノ・シリーズ スムース・ジャズ・ピアノ（エー・ティー・エヌ刊　翻訳　木村小百合名義）ISBN 9784754936440[23]
- 世界のグルーヴをドラムセットで　ワールド・ジャズ・ドラミング（エー・ティー・エヌ刊　翻訳　木村小百合名義）ISBN 9784754932862[24]
- The Jazz Singer's Handbook　日本語翻訳解説書（輸入元・販売　エー・ティー・エヌ　解説書翻訳）ISBN 9780739033876[25]